# OVO Hydro
El OVO Hydro (conocido anteriormente como The SSE Hydro) es una arena deportiva de Glasgow (Escocia), que también sirve como plataforma para conciertos y otros eventos de entretenimiento, con una capacidad para 14 300 personas. Es el recinto cubierto más grande de Escocia, con un uso similar a los actuales Manchester Arena de la ciudad de Mánchester o el The O2 Arena de Londres. Fue una de las principales instalaciones de los Juegos de la Mancomunidad de 2014, así como la sede de los MTV Europe Music Awards de 2014.

## Antecedentes
El contrato para construir el Hydro fue otorgado a Lend Lease Group en un espacio anexo al Scottish Event Campus (SEC en inglés). Los trabajos se iniciaron en febrero de 2011 y finalizaron en septiembre de 2013. SECL había identificado la necesidad de un nuevo espacio diseñado específicamente para grandes eventos de gran rendimiento que van desde conciertos de rock a los espectáculos infantiles. La razón principal para la construcción de este edificio es debido a la actual falta de un espacio dedicado a la realización de eventos en una zona cubierta en Glasgow, ya que los demás recintos o lugares de la región se habían pequeños y obsoletos.
The Hydro tiene el potencial de crear 1400 puestos de trabajo. El impacto económico actual de la SECC es £336 millones al año y cuenta con 1,5 millones de visitantes anuales, por esto el precio del pabellón asciende a £131 millones.

## Estructura y diseño
El recinto fue diseñado por los arquitectos Foster and Partners y Arup que ya habían diseñado el Auditorio Clyde de la misma ciudad de Glasgow. La estructura se basa en una sala circular, con techo abovedado con una altura de 120 metros, que, al igual que el vecino Auditorio Clyde, su escenario ha sido diseñado desde adentro hacia afuera. Gracias al tipo de construcción los visitantes pueden disfrutar líneas de visión directa desde cada uno de los asientos, así como de la más alta calidad acústica. El pabellón posee una capacidad para 14 300 espectadores sentados y en pie, mientras que 12 306 para una audiencia totalmente sentada, pero pueden reducirse fácilmente gracias a la capacidad de reconfigurar sus asientos, siendo utilizable para exposiciones y eventos de menor audiencia.

## Localización
La arena es parte, junto al SEC Centre y el Auditorio Clyde, del Scottish Event Campus, ubicado en Glasgow. Está ubicado a orillas del río Clayde, cercano a los principales enlaces de carretera, ferrocarril, mar y aire.

## Nombre
El proveedor de gas del Reino Unido, SSE, obtuvo los derechos sobre la denominación del recinto desde el inicio de la constricción en 2011, mediante la firma de un patrocinio con diez años de duración avaluado en 15 millones de libras esterlinas, acuerdo firmado entre SEC Ltd. y SSE, con el que el recinto fue nombrado oficialmente como The SSE Hydro. A finales de 2021 se anunciaría el nuevo nombre del recinto tras el término del anterior contrato de denominación, cambiando su nombre a OVO Hydro, gracias al nuevo socio Ovo Energy.